# Waldir Peres
Waldir Peres, celým jménem Waldir Peres de Arruda (2. ledna 1951 Garça – 23. července 2017 Mogi das Cruzes), byl brazilský fotbalový brankář. Po skončení aktivní kariéry působil jako trenér. Zemřel 23. července 2017 ve věku 66 let na infarkt myokardu.

## Klubová kariéra
Profesionálně hrál v brazilských klubech Associação Atlética Ponte Preta, São Paulo FC, America Football Club (Rio de Janeiro), Guarani FC, SC Corinthians Paulista, Associação Portuguesa de Desportos a Santa Cruz FC. V roce 1975 byl vyhlášen nejlepším fotbalistou brazilské ligy.

## Reprezentační kariéra
Za Brazilskou fotbalovou reprezentaci nastoupil v letech 1975–1982 ve 39 reprezentačních utkáních. Byl členem brazilské reprezentace na Mistrovství světa ve fotbale 1974 v Německu, Mistrovství světa ve fotbale 1978 v Argentině a Mistrovství světa ve fotbale 1982 ve Španělsku. Na mistrovství světa 1982 nastoupil v 5 utkáních.